# Bon Echo Provincial Park
Der Bon Echo Provincial Park ist ein 82,94 km² großer Provinzpark in der kanadischen Provinz Ontario. Der Natural Environment Park liegt im Südosten der Provinz, bezirksübergreifend im Township Addington Highlands, im Lennox and Addington County sowie dem Township North Frontenac, im Frontenac County.
Der Park gehört im Sommerhalbjahr zu den zehn am meist besuchten Parks in der Provinz.

## Anlage
Der Park liegt am südlichen Rand des Kanadischen Schildes, an der Engstelle zwischen Lower Mazinaw Lake und Upper Mazinaw Lake aus dem der Mississippi River entspringt. Die Engstelle bildet dabei die Tallie einer liegenden Sanduhr und der westliche Parkteil ist um ein vielfaches größer als der Parkteil östlich der Engstelle. An der Engstelle wird der Park vom in Nord-Süd-Richtung verlaufenden Regionalhighway 41 durchquert. Die nächstgrößere Stadt ist Belleville, etwa 100 Kilometer südsüdwestlich des Parks.

## Geschichte
Der Park wurde im Jahr 1965 eingerichtet, dabei geht er auf eine Landspende von Merrill Denison im Jahr 1958 zurück. Auf Einladung von Denison besuchten auch verschiedene Landschaftsmaler der Group of Seven die Gegend und ließen sich von ihr inspirieren.
Der Park umfasst dabei ein Gebiet mit Felszeichnungen, das bereits bei den ansässigen First Nations, hier hauptsächlich den Anishinabe, von kultureller Bedeutung war. Diese Stätte gilt heute auch als von besonderem historischen Wert und wurde am 12. Juni 1982 als „Mazinaw Pictographs“ zur National Historic Site of Canada erklärt. Sie ist dabei ein umfangreiches Beispiel für die indigene Felsmalereien im Bereich des südlichen kanadischen Schild und die einzige bedeutende Stätte mit Piktogramm im Süden von Ontario.

## Die Felszeichnungen
Der Park umfasst im östlichen Parkteil unter anderem auch den „Mazinaw Rock“ am Ufer des Upper Mazinaw Lake. „Mazinaw“ ist ein Algonkin-Wort, das „Bild“ oder „Schrift“ bedeutet. An den Felsen finden sich, über 65 Felswände verteilt entlang der 2,5 Kilometer langen Felswand, über 260 Piktogramme. Die Felsmalereien sind dabei in rotem Ocker gehalten und zeigen neben stilisierten menschen- und tierähnliche Figuren auch eine Vielzahl abstrakter und geometrischer Symbole, wobei ihre ursprüngliche Bedeutung mit der Zeit verloren gegangen ist. Ebenso ist das Alter der Zeichnungen unbekannt. Die meisten Piktogramme sind in einem schmalen Streifen knapp über dem Wasserspiegel verstreut, was darauf hindeutet, dass sie von Booten aus gemalt wurden. Erste Aufzeichnungen über die Felsmalereien gehen bis in das Jahr 1848 zurück. Archäologische Untersuchungen dieser Stätte, damals durch das Royal Ontario Museum, begannen 1892 und wurden bis in die Gegenwart regelmäßig fortgesetzt.

## „Old Walt“
Die Mutter von Merrill Denison war Flora MacDonald Denison, eine Journalistin und Geschäftsfrau sowie Aktivistin in der kanadischen Suffragtenbewegung, war ein Bewunderer von Walt Whitman und organisierte die Schaffung eines großen Steindenkmals, „Old Walt“, am Südostufer des Upper Mazinaw Lake. Dabei wurde ein Stück seiner Gedichte in fußhoher Schrift in eine Felswand eingemeißelt.